# Иванов, Сергей Николаевич (легкоатлет)
Серге́й Никола́евич Ивано́в (род. 12 января 1979, Лапракасы) — российский легкоатлет. Заслуженный мастер спорта России.

## Карьера
На Олимпиаде в Пекине участвовал в забеге на 10 000 метров и занял 30-е место.
Результат, показанный Ивановым 17 июля 2008 года на дистанции 10 000 метров на чемпионате России, до 2025 года являлся рекордом России.